# ناحية صوران
ناحية صوران إحدى نواحي سوريا تتبع إداريّاً لمحافظة حماة منطقة حماة ومركزها مدينة صوران، بلغ تعداد سكان الناحية 90,654 نسمة حسب التعداد السكاني لعام 2004.
تقع ناحية صوران شمال محافظة حماة، وتشغل مساحة تُقدَّر بنحو 44,499 هكتارًا. بلغ عدد سكانها قبل اندلاع الثورة 103,906 نسمة (تقديرات عام 2010)، أي ما كانت تعادل نسبته 14% تقريبًا من إجمالي سكان محافظة حماة آنذاك. يحدّها من الشمال محافظة إدلب، ومن الغرب منطقة محردة، ومن الجنوب منطقة مركز محافظة حماة، ومن الشرق ناحية الحمراء ومنطقة سلمية. 

## بلدات وقرى ناحية صوران
عطشان، بويضة، زور الحيصة الشرقية، الجنينة، كوكب، خفسين، خربة الحجامة، لحايا، معان، معردس، معركبة، مصاصنة، مورك، فان شمالي، قصر أبو سمرة، قصر المخرم، قبيبات أبو الهدى، الشعثة، صوران، طيبة الإمام، طيبة الاسم، الطليسية، أم حارتين، زور أبو زيد.